# Episodi di Squadra Speciale Invisibili (seconda stagione)
La seconda stagione della serie televisiva Squadra speciale invisibili, è trasmessa in prima visione in Francia su France 2 dal 12 ottobre 2022 fino al 26 ottobre 2022.
In Italia la stagione è inedita.
| nº | Titolo originale  | Titolo italiano | Prima TV Francia | Prima TV Italia |
| -- | ----------------- | --------------- | ---------------- | --------------- |
| 1  | Loki              |                 | 12 ottobre 2022  |                 |
| 2  | Rubens            |                 | 12 ottobre 2022  |                 |
| 3  | Mercure           |                 | 19 ottobre 2022  |                 |
| 4  | Opale             |                 | 19 ottobre 2022  |                 |
| 5  | Roméo et Juliette |                 | 26 ottobre 2022  |                 |
| 6  | Blanche           |                 | 26 ottobre 2022  |                 |